# 全国政治協商会議香港地区委員
全国政治協商会議香港地区委員（ぜんこくせいじきょうしょうかいぎホンコンちくいいん）は、中華人民共和国における中国共産党など政治諸党派や各界の統一戦線組織である中国人民政治協商会議全国委員会（以下、全国政協）の香港代表であり、正式には「特邀香港人士」（ピン音:Tèyāo Xiānggǎng Rénshì）と呼ばれる。中国人民政治協商会議には全国委員会と地方委員会が存在するが、香港特別行政区には地方委員会が存在しないため、全国委員会が香港から招聘する形になっている。委員の選出は任命によるものであり、香港域内での選挙は行われていない。
第10期全国政協では、122名の「特邀香港人士」がいるが、他の選出枠から選出された香港出身者も50名前後いる。さらに、2005年2月に委員が補充され、董建華ら香港人8名がこれに含まれた。そのため、合計では180名の香港人委員がいることになる。人選は、左派や資本家、著名人など香港の親政府派によって占められている。
そのうち、霍英東（1993年就任）と董建華（2005年3月就任）が全国政協副主席に就任している。ただし、霍英東は2006年10月に死去した。